# Maniltoa psilogyne
Maniltoa psilogyne är en ärtväxtart som beskrevs av Hermann August Theodor Harms. Maniltoa psilogyne ingår i släktet Maniltoa och familjen ärtväxter. Inga underarter finns listade i Catalogue of Life.